# نورلندس‌فلایگ
نورلندس‌فلایگ (به انگلیسی: Norrlandsflyg) یک شرکت هواپیمایی است که در تاریخ ۱۹۶۱ میلادی تأسیس شده است.
دفتر مرکزی نورلندس‌فلایگ در یوتبری، سوئد واقع شده‌است.